# Екваториална Гвинея
Екваториална Гвинея (на испански: República de Guinea Ecuatorial) е държава в Централна Африка, разположена близо до Екватора, край брега на Гвинейския залив на Атлантическия океан. Разположена е върху континента и на островите Биоко, Кориско, Анобон и други. Столицата на Екваториална Гвинея е град Малабо. Площта на страната е 28 051 km². Екваториална Гвинея е с население от 1 679 172 души. (2022 г.)

## География
Екваториална Гвинея се състои от континенталната част Мбини (бивша – Рио Муни) с площ от 26 001 km² и пет острова с обща площ 2050 km². Това са Биоко (2017 km²), Анобон (17 km²), Кориско (14 km²), Голям Елобей (2,27 km²) и Малък Елобей (0,19 km²). На най-големия от тях – Биоко, се намира столицата на страната град Малабо, в която живеят около 30 000 души. Дължината на сухоземните ѝ граници (в т.ч. речни) е 519 km, от които – на север с Камерун (189 km) и на изток и юг с Габон (330 km). Дължина на бреговата линия 360 km.
Територията на Екваториална Гвинея се простира между 3°47′ с.ш. и 1°28′ ю.ш. и между 5°37′ и 11°20′ и.д. Крайните точки на страната са следните:
- крайна северна точка – 3°47′17″ с. ш. 8°42′51″ и. д. / 3.788056° с. ш. 8.714167° и. д., на северния бряг на остров Биоко.
- крайна южна точка – 1°28′25″ ю. ш. 5°38′32″ и. д. / 1.473611° ю. ш. 5.642222° и. д., скалата Адамс, южно от остров Анобон.
- крайна западна точка – 1°24′49″ ю. ш. 5°37′01″ и. д. / 1.413611° ю. ш. 5.616944° и. д., на северозападния бряг на остров Анобон.
- крайна източна точка – 11°20′00″ и.д. на границата с Габон, с дължина 130 km по меридиана, от 1°00′00″ с.ш. до 2°11′00″ с.ш.

Континенталната част на страната представлява плато с височина от 600 до 900 m (максимална 1500 m), а покрай брега на запад е разположена крайбрежна, силно заблатена низина. Релефът на вулканичния остров Биоко е планински, осеян с голям брой кратерни езера и конуси на угаснали вулкани. Върхът на вулкана[Пико де Базиле е най-високата точка на страната – 3008 m. Остров Анобон също е връх на угаснал вулкан, а останалите три острова са ниски и равнинни.
Климатът на страната е екваториален, постоянно влажен. Средните месечни температури са от 24 до 28 °C, а годишната сума на валежите е над 2000 mm (на островите до 2500 mm). През континенталната част на Екваториална Гвинея протичат 4 по-големи реки: Нтем (по границата с Камерун), Мбиа (на север), Мбини (най-голямата в страната, пресичаща я от изток на запад) и Митемеле (на юг). Растителността е представена от влажни екваториални гори, развити върху червено-жълти латеритни почви, в които виреят над 150 вида ценни дървесни видове: маслена и кокосова палма, черно, червено и желязно дърво, дървото окуме и други. Животинският свят е много разнообразен (горили, шимпанзета, леопарди, крокодили и др.), но е силно застрашен от безконтролния бракониерски лов.

## История
През 90-те години на XIX век испанците започнали да колонизират Екваториална Гвинея. Първо е колонизиран остров Фернандо Поо. Испанците провеждали расистка политика спрямо коренното население. През 1959 година Фернандо По и Рио Муни са обявени за задморски провинции на Испания. През 1963 година Испанска Гвинея представлява вътрешна автономия. Под действието на освободителното движение на 12 октомври 1968 година страната получава независимост. Президент става Масиас Нгема Бийого. През 1970 година всички партии са обединени в Единна национална партия на трудещите се. Отношенията с Испания и САЩ са влошени и страната се преориентира към социализма. От 1972 година Бийого има право да заема поста президент до края на живота си. На следващата година е приета и нова Конституция, по която Екваториална Гвинея става независима държава. На 3 август 1979 е извършен военен преврат от Теодоро Обианг Нгуема Мбасого, Масиас Нгема Бийого е разстрелян. Скоро след това са възобновени отношенията с Испания и САЩ. В Гвинейския залив започва добива на нефт. През 90-те години на XX век е проведен масов арест на опозиционни лидери.

## Държавно устройство

### Изпълнителна власт
Начело на държавата стои президентът – Теодоро Обианг Нгема Мбасого.
Министър-председател е Рикардо Манге Обама Нфубеа (Ricardo Mangue OBAMA NFUBEA) – на този пост от 14 август 2006 година.

### Законодателна власт
Законодателната власт на Републиката се изпълнява от еднокамарния парламент на страната, който се състои от 100 депутати, избирани за срок от 5 години.

## Административно деление
Екваториална Гвинея се разделя на 7 провинции:
1. Анобон
2. Биоко-север
3. Биоко-юг
4. Южна Централна провинция
5. Кие-Нтем
6. Литорал
7. Уеле-Нзас

## Икономика
Разпределение на заетото население по сектори (2006):
- първичен сектор – 2,8%
- вторичен сектор – 92,6%
- третичен сектор – 4,5%

### Износ
1. Китай – 31,1%
2. САЩ – 22,4%
3. Испания – 12,7%
4. Тайван – 7,4%
5. Португалия – 6,1%
6. Бразилия – 4,8%

Основна стока за износ: нефт, дървесина, какао, кафе.

### Внос
1. САЩ – 40,1%
2. Испания – 10,0%
3. Кот д'Ивоар – 8,4%
4. Франция – 6,5%
5. Великобритания – 6,1%
6. Италия – 5,3%

Основни стоки: храни, машини и оборудване